# Злинська сільська рада
| Злинська сільська рада — колишній орган місцевого самоврядування у Маловисківському районі Кіровоградської області з адміністративним центром у селі Злинка. Сільській раді були підпорядковані населені пункти: - с. Злинка - с. Новаківка |

## Склад ради
Рада складалася з двадцяти депутатів та голови.

### Керівний склад ради
| ПІБ                        | Основні відомості                                                 | Дата обрання | Дата звільнення |
| -------------------------- | ----------------------------------------------------------------- | ------------ | --------------- |
| Степанцов Леонід Іванович  | Сільський голова, 1948 року народження, освіта, безпартійний      | 26.03.2006   | 21.08.2009      |
| Яковлева Марина Григорівна | Сільський голова, 1975 року народження, освіта, позапартійна      | 20.06.2010   | 31.10.2010      |
| Яковлєва Марина Григорівна | Сільський голова, 1975 року народження, освіта вища, позапартійна | 31.10.2010   |                 |

Примітка: таблиця складена за даними джерела

## Населення
Згідно з переписом УРСР 1989 року чисельність наявного населення сільської ради становила 5830 осіб, з яких 2606 чоловіків та 3224 жінки.
За переписом населення України 2001 року в сільській раді мешкало 5175 осіб.

### Мова
Розподіл населення за рідною мовою за даними перепису 2001 року:
| Мова       | Відсоток |
| ---------- | -------- |
| українська | 58,09 %  |
| російська  | 40,91 %  |
| молдовська | 0,62 %   |
| вірменська | 0,29 %   |
| білоруська | 0,08 %   |